# Алифе
Алѝфе (на италиански: Alife; на латински: Allifae; на старогръцки: Ἀλλιφαί, Алипай, на неаполитански: Alif', Алифъ) е град и община в Южна Италия, провинция Казерта, регион Кампания. Разположен е на 110 m надморска височина. Населението на общината е 7667 души (към 2010 г.).
В древността градът е център на оските или самнитите. Според Страбон е самнитски град. Попада в ръцете на римляните по време на Втората самнитска война през 326 пр.н.е.. След Первата пуническа война става римски муниципиум с името Alliphae, чиито руини се намират до Сант'Анджело д'Алифе (Sant'Angelo d'Alife) в провинция Казерта. Днес на неговото място се намира съвременният град.